# Yoshi Itô
Yoshi Itô (18 d'abril de 1907 - Tòquio, 4 d'abril de 1992) va ser un botànic japonès. Va fer estudis de les cactàcies i va fer molts treballs sobre cactus.